# جهان‌آباد (تربت جام)
جهان‌آباد (تربت جام)، روستایی از توابع بخش مرکزی شهرستان تربت جام در استان خراسان رضوی ایران است.

## جمعیت
این روستا در دهستان جامرود قرار دارد و براساس سرشماری مرکز آمار ایران در سال ۱۳۸۵، جمعیت آن ۱۲۶ نفر (۳۲خانوار) بوده‌است.